# Mohamed El Yaagoubi
Mohamed El Yaagoubi (arabisch محمد اليعقوبي, DMG Muḥammad al-Yaʿqūbī), genannt Moha, (* 12. September 1977 in Tagurit) ist ein ehemaliger marokkanischer Fußballspieler.

## Spielerkarriere

### National
Der kleine Marokkaner Moha begann seine Karriere als Profi bei der 2. Mannschaft des FC Barcelona, nachdem er zuvor schon für "Barça C" gespielt hatte. Dort machte er die Verantwortlichen von CA Osasuna auf sich aufmerksam, für die er die folgenden sechs Jahre zu 125 Einsätzen kommen sollte. Zwischendurch war er zweimal an andere spanische Teams ausgeliehen (2001 an UD Levante und 2001/2002 an Elche CF). Von 2006 bis 2008 spielte er wieder in Barcelona, doch diesmal für den Stadtrivalen Espanyol. 
Im Sommer 2008 wechselte Moha ablösefrei zum Zweitligisten Real Sociedad. Im Folgejahr 2009 innerhalb der zweiten spanischen Liga zum FC Girona.

### International
Sein Debüt in der Nationalelf gab er am 12. März 2003 in einem Freundschaftsspiel gegen Senegal. 

## Erfolge
- Finalteilnahme bei der Fußball-Afrikameisterschaft 2004.